# Codonanthe venosa
Codonanthe venosa är en tvåhjärtbladig växtart som beskrevs av Chautems. Codonanthe venosa ingår i släktet Codonanthe och familjen Gesneriaceae. Inga underarter finns listade i Catalogue of Life.